# Ovdieva Nîva, Vîșhorod
Ovdieva Nîva (în ucraineană Овдієва Нива) este un sat în comuna Bohdanî din raionul Vîșhorod, regiunea Kiev, Ucraina.

## Demografie
Componența lingvistică a localității Ovdieva Nîva
     Ucraineană (98,15%)
     Rusă (1,85%)
Conform recensământului din 2001, majoritatea populației localității Ovdieva Nîva era vorbitoare de ucraineană (98,15%), existând în minoritate și vorbitori de rusă (1,85%).